# Кізнерське сільське поселення
Кізне́рське сільське поселення (рос. Кизнерское сельское поселение) — муніципальне утворення у складі Кізнерського району Удмуртії, Росія. Адміністративний центр — селище Кізнер.
Населення становить 9850 осіб (2019, 10393 у 2010, 10867 у 2002).

## Історія
2 жовтня 1942 року утворено Кізнерську селищну раду, з 1990 року вона отримала статус сільради. 1991 року зі складу сільради була утворена Ягульська сільрада. Головами селищної та сільської рад були Є. П. Байбородова (до 1946 року), Є. В. Коркін, В. І. Краснов, А. Д. Смородін, А. А. Санніков, Н. П. Безруков, П. Д. Колесников, Л. А. Первякова, В. В. Щегольков, А. А. Кузнецова, І. П. Ложкін, В. Х. Аухадієв, головою сільського поселенням був А. Н. Зуєв.
Станом на 2002 рік існували Кізнерська селищна рада (смт Кізнер, без статусу Дома 980 км) та Лака-Тижминська сільська рада (присілки Батирево, Лака-Тижма, Кочетло, Середня Тижма, Уч-Пучто, виселок Черново). Пізніше присілок Уч-Пучто був переданий до складу Ягульського сільського поселення.

## Склад
До складу поселення входять такі населені пункти:
| Населений пункт          | Населення, осіб (2002) | Населення, осіб (2010) |
| ------------------------ | ---------------------- | ---------------------- |
| Батирево, присілок       | 82                     | 55                     |
| Дома 980 км, без статусу | 0                      | -                      |
| Кізнер, селище           | 9957                   | 9536                   |
| Кочетло, присілок        | 29                     | 12                     |
| Лака-Тижма, присілок     | 737                    | 754                    |
| Середня Тижма, присілок  | 57                     | 25                     |
| Черново, присілок        | 5                      | 11                     |

## Господарство
В поселенні діють 2 школи, 4 садочки, школа мистецтв, центр дитячої творчості, лікарня, 4 фельдшерсько-акушерських пункти, 3 клуби, 3 бібліотеки, виставковий центр, молодіжний центр, комплексний центр соціального обслуговування населення. Серед підприємств працюють 2 фермерства, хлібокомбінат, кондитерська фабрика, 3 деревообробних підприємства.